# Azerbaijão Ocidental
Azerbaijão Ocidental (em persa: آذربایجان غربی‎; romaniz.: Āzārbāyjān-e Gharbī) é uma província do Irã sediada em Úrmia. Tem 37 411 quilômetros quadrados e segundo censo de 2019, havia 3 398 000 residentes. Se divide em 17 condados.